# 卡爾德莫沃
卡尔德莫沃（羅馬化：Kardymovo）是俄罗斯斯摩棱斯克州的市级镇，为该州卡尔德莫沃区行政中心及规模最大聚居地。地处斯摩棱斯克州中西部，位于第聂伯河一支流赫莫斯季河（Хмость）畔，在州府斯摩棱斯克东北方。镇东部设有同名铁路车站。
该地2022年人口有4,614人；2010年人口4,659；2002年人口5,084；1989年人口4,908。